# Schloss La Motte (Lorrez-le-Bocage-Préaux)

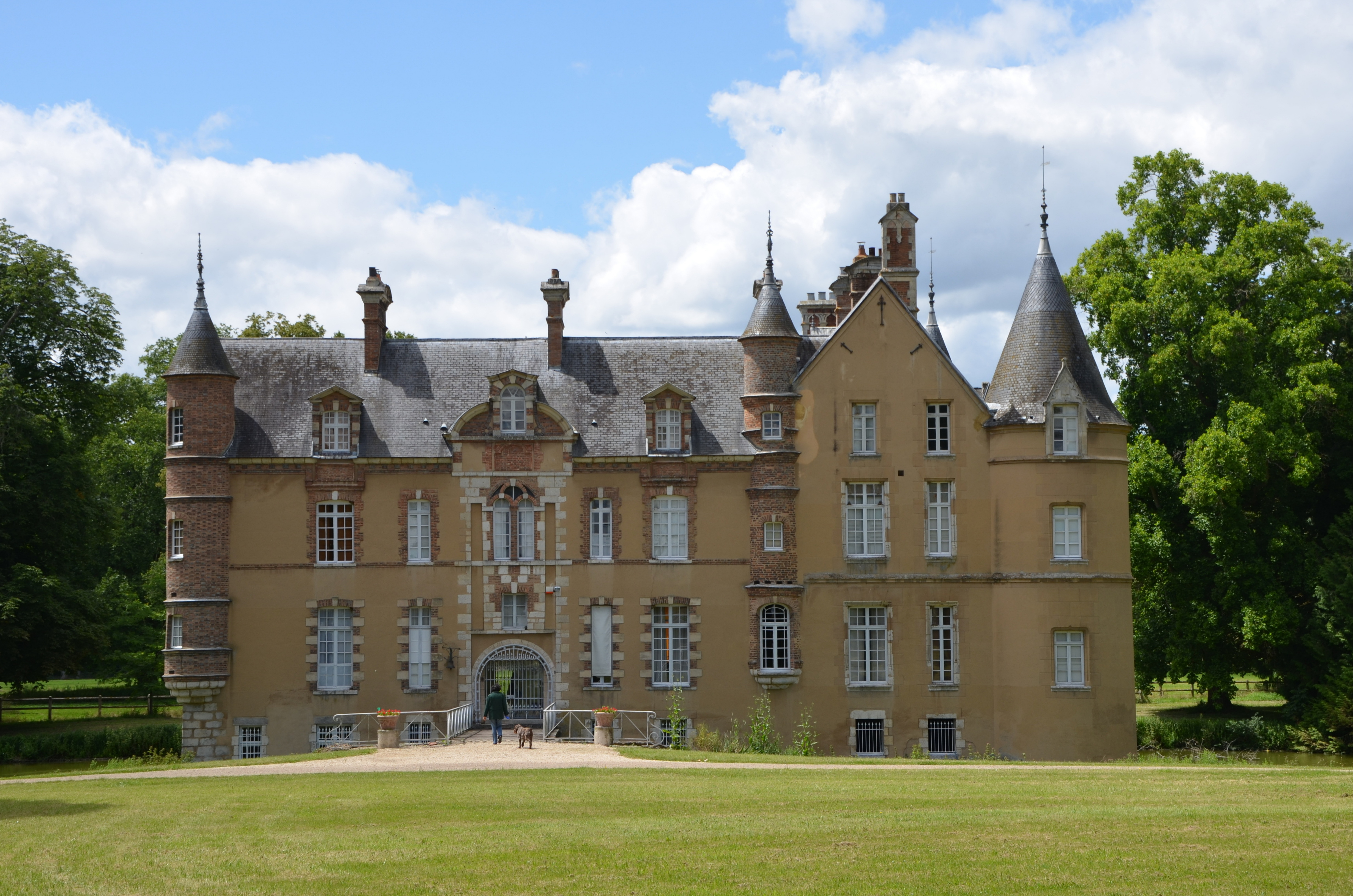
Château de la Motte in Lorrez

Das Schloss La Motte (französisch Château de la Motte) ist ein Wasserschloss in Lorrez-le-Bocage-Préaux, einer französischen Gemeinde im Département Seine-et-Marne in der Region Île-de-France. Es steht seit dem 12. Mai 1975 als Monument historique unter Denkmalschutz. Das Anwesen befindet sich in Privatbesitz und steht Besuchern – von wenigen Ausnahmen bei besonderen Veranstaltungen abgesehen – nicht offen.

## Geschichte
1480 erwarb Aymard de Brisay die Seigneurie La Motte und Lorrez und ließ Ende des 15. Jahrhunderts ein Schloss am heutigen Standort bauen. Zuvor hatte dort eine von Wassergräben umgebene Befestigung gestanden. Im 16. und 17. Jahrhundert befand sich das Schloss im Besitz der Familie de Voisinlieu, die aus der Noblesse de robe stammte. Für das 18. Jahrhundert sind die Familien de Chamegnelles und Brayer als Besitzer bekannt.
Während der Französischen Revolution wurde die Anlage konfisziert und anschließend als Staatseigentum versteigert. 1839 erwarb sie Amélie Greffulhe, verheiratete Gräfin von Ségur. Gemeinsam mit ihrem Mann Paul de Ségur ließ sie das Anwesen wieder instand setzen und verändern. So wurde der Ostflügel vergrößert und der bisherige französische Garten westlich des Hauptgebäudes (Logis) zu einem englischen Landschaftsgarten umgewandelt. Das Paar gab dem Schloss damit sein heutiges Aussehen. In ihrer Zeit als Schlosseigentümer fallen auch einige Besuche der französischen Schriftstellerin Sophie de Ségur, die eine nahe Verwandte der beiden war.
Über Amélies und Pauls Tochter Juliette, kam der Besitz an die Familie ihres Mannes, den Grafen Roger de La Rochefoucauld. Die Tochter des Paars, Pauline Charlotte Josephine, brachte das Schloss in die Ehe mit Aumary Victorien Werner de Mérode. Deren gemeinsame Tochter Marguerite Juliette Charlotte heiratete Bernard Étienne Raymond Galard de Béarn, doch die Ehe blieb kinderlos. So vermachte Marguerite Juliette Charlotte das Anwesen bei ihrem Tod 1956/57 der Tochter ihres Bruders, Geneviève de Mérode, die mit Hubert de La Rochefoucauld einem Urenkel Juliette de Ségurs und Roger de La Rochefoucaulds heiratete. Seit 2007 ist ihr Sohn Bernard Eigentümer des Schlosses.

## Beschreibung
Das Schloss im Stil der Renaissance steht im Ortsteil Lorrez und ist von einem Landschaftsgarten umgeben. Für die zwei Geschosses des Hauptgebäudes kamen als Baumaterial Backstein und heller Haustein zum Einsatz, eine Technik, die im Französischen brique et pierre genannt wird. Einige Mauerpartien sind verputzt.
Das Logis steht auf einer rechteckigen Insel inmitten eines länglichen Schlossteichs, die von Osten und von Westen durch Bogenbrücken erschlossen ist. An der Nord- und Ostseite der Insel stehen im rechten Winkel zueinander die beiden Schlossflügel mit schiefergedeckten Satteldächern. Die zwei übrigen Seiten der Schlossinsel sind von Baluster-Brüstungen begrenzt, die auf diese Weise eine Art Ehrenhof bilden. Die beiden nördlichen Ecken des Nordtraktes sind durch wuchtige Rundtürme mit Kegeldächern markiert, während andere Ecken des Gebäudes mit schlanken Tourellen besetzt sind. Von der Innenausstattung sind die Renaissancedecke im Großen Salon (französisch Grand Salon) und ein Raum im Stil der Neugotik erwähnenswert.
Im Bereich der einstigen Vorburg ist noch ein zweigeschossiger Taubenturm aus dem 16. Jahrhundert erhalten. Die beiden Stockwerke sind durch ein gemauertes Gesims von außen deutlich voneinander getrennt. Der große Rundturm besitzt ein ziegelgedecktes Kegeldach mit einer offenen Laterne, die von einer Wetterfahne bekrönt ist. An der Ostseite besitzt er im Obergeschoss ein Rundbogenfenster, das von zwei aus Backstein gemauerten Pilastern flankiert ist und als oberen Abschluss einen rundbogigen Giebel aufweist. Im Inneren sind im oberen Bereich noch die zahlreichen Nisthöhlen aus Ton erhalten. Viele von ihnen sind allerdings verschlossen worden, weil die Anzahl der Tauben, die ein Grundherr  halten durfte, von der Größe seiner Ländereien abhing. Weil im Laufe der Zeit viel des zum Schloss La Motte gehörenden Landbesitzes stückchenweise verkauft wurde, reduzierte sich entsprechend die Anzahl der erlaubten Tiere. Das Erdgeschoss diente früher als Molkerei.